# حملات ژوئیه ۲۰۱۸ موگادیشو
حملات ژوئیه ۲۰۱۸ موگادیشو روز شنبه ۷ ژوئیه به ساختمان وزارت داخله سومالی صورت گرفت. در این حملات حداقل ۲۰ نفر کشته و ده‌ها تن زخمی و سه مهاجم نیز توسط نیروهای امنیتی به قتل رسیدند.

## واقعه
در ۷ ژوئیه ۲۰۱۸ حملات الشباب (گروه نظامی) به ساختمان وزارت داخله در موگادیشو، سومالی با انفجار۲ خودروی بمب‌گذاری شده انجام گرفت. بدنبال انفجار اولین خودروی بمب‌گذاری شده در جلوی ساختمان وزارت داخله سه مهاجم از گروه الشباب به داخل ساختمان نفوذ کردند. در یک درگیری دو ساعته ۹ نفر کشته و بیش از ۱۰ تن زخمی شدند و آمار تلفات نیز رو به افزایش است، سه مهاجمی که به ساختمان حمله کردند توسط نیروهای امنیتی به قتل رسیدند. انفجار خودروی دوم با فاصله کمی از انفجار اول در جلوی هتل ساییدکا (Sayidka) رخ داد.

## پیشینه
- در انفجار اکتبر ۲۰۱۷ موگادیشو که توسط گروه الشباب صورت گرفت بیش از ۴۱۴ نفر از مردم در آن جان باختند.
- در بمب‌گذاری انتحاری دسامبر ۲۰۱۶ موگادیشو دست کم ۲۹ نفر جان باختند و ۵۰ نفر دیگر زخمی شدند